# Псевдоэтимология

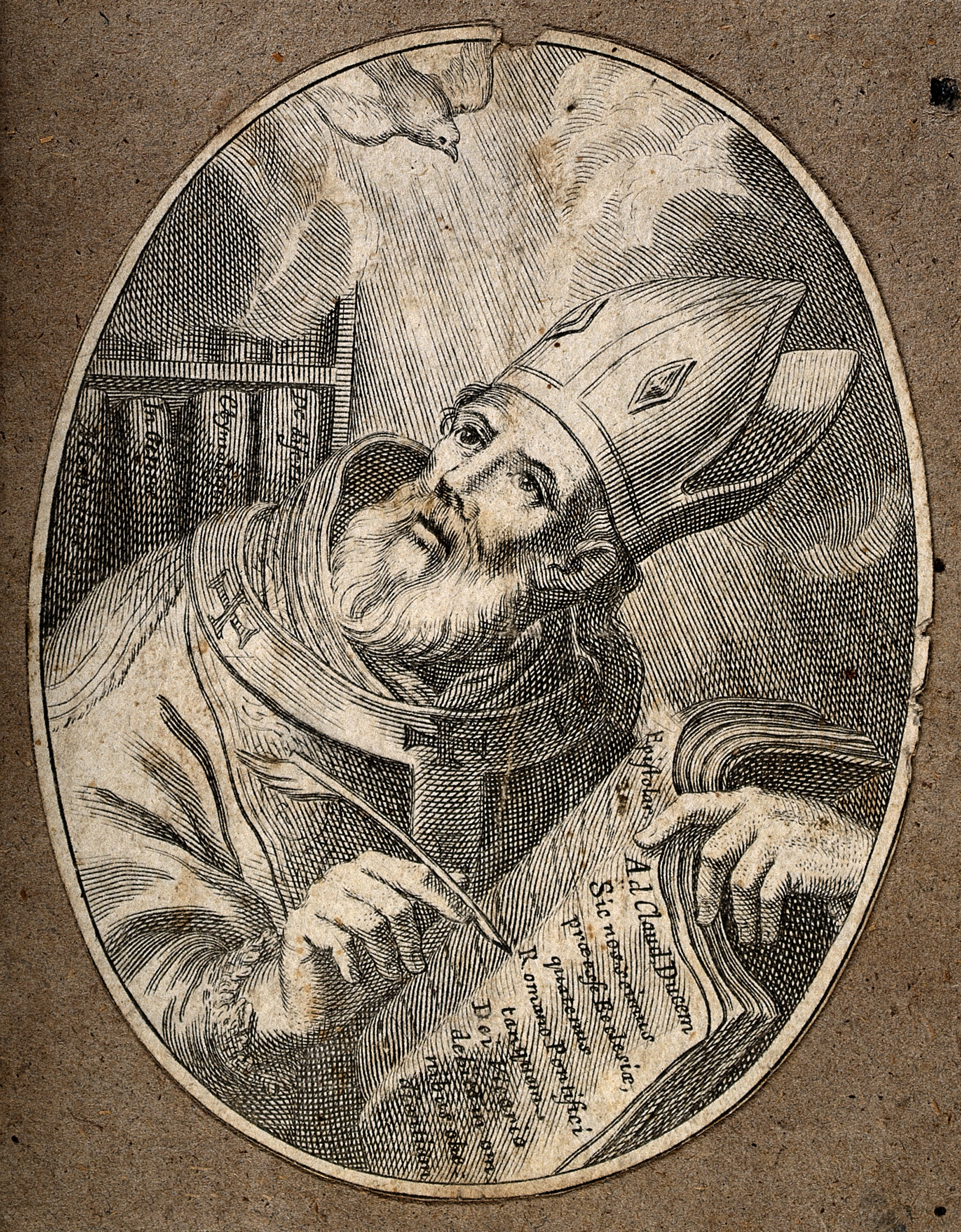
Исидор Севильский (около 560—636), известный, в частности, своими популярными этимологиями

Псевдоэтимоло́гия (ложная этимология, популярная этимология, этимифология, параэтимология, кабинетная этимология) — популярное, но ложное представление о происхождении слов. Иногда называется народной этимологией, но основное значение термина народная этимология — лингвистический процесс, основанный на ошибочном понимании слов. Псевдоэтимология может выступать составной частью псевдолингвистики.
Псевдоэтимологии часто напоминают городские легенды и могут быть более красочными и причудливыми, чем научные этимологии. Часто включают рассказы о необычных особенностях определённых субкультур. Например, утверждается, что студенты Оксфорда из неблагородных семей якобы были вынуждены писать sine nobilitate («не знатный») после своего имени, вскоре сокращенное до s.nob., отсюда якобы и слово сноб. Примером псевдоэтимологии является «бэкроним» (набор слов, используемый для создания аббревиатуры-акронима из известного слова-неакронима, нескольких слов-неакронимов или акронима, имеющего другое значение), например, SPA — от Sanitas Per Aquam (с лат. — «здоровье посредством воды»); в действительности — от названия бельгийского города Спа, известного своими косметическими курортами.

## Теория Гилада Цукермана
Лингвист Гилад Цукерман предлагает проводить чёткое различие между народной этимологией, основанной только на деривации (DOPE), и генеративной популярной этимологией (GPE):
«DOPE включает этимологический повторный анализ ранее существовавшей лексической единицы… Автор DOPE проявляет свою аполлоническую тенденцию, желание описывать и создавать порядок, особенно в отношении незнакомой информации или нового опыта…, стремление к осмысленности». DOPE — это «просто пассивный», «ошибочный вывод, в котором есть рационализация постфактум».
GPE, с другой стороны, предполагает введение нового смысла (значения) или новой лексической единицы — например, фоносемантическое сопоставление.

## Английский язык
Некоторые ложные этимологии являются результатом недостоверных заявлений, сделанных отдельными лицами; примером может служить утверждение Дэниела Кэссиди, что большое число общеупотребительных английских слов, таких как baloney, grumble и bunkum, происходят из ирландского языка.
Некоторые этимологии являются частью городских легенд и, по всей видимости, отвечают стремлению массового сознания к удивительному, нелогичному и скандальному. Один из распространённых примеров связан с идиомой «правило большого пальца», означающей «приблизительный расчёт». Легенда гласит, что это выражение восходит к старому английскому закону, согласно которому мужчина мог законно бить свою жену палкой не толще своего большого пальца.
В Соединённых Штатах некоторые из подобных скандальных легенд связаны с расизмом и рабством. Утверждается, что распространенные слова, такие как пикник (picnic), бакс (buck), и лом (crowbar), произошли от уничижительных терминов и связаны с расистскими обычаями. Те, кто распространяет эти псевдоэтимологии, часто считают, что их «открытия» призваны привлечь внимание к расистским положениям, укоренившимся в обычном дискурсе. В одном случае использование слова «скупой (niggardly)» привело к отставке государственного чиновника США, потому что оно звучало похоже на не связанное с ним слово «негр (nigger)».

## Русский язык
Идеи любительской лингвистики распространены в современном российском и украинском неоязычестве. Для неоязычников характерен приём «раскрытия» «глубинных», «исконных» значений слов современного языка путём дробления их на произвольно истолковываемые автором части. Популярна так называемая «Ра-теория», в рамках которой вопреки морфемному составу слов и их историческому развитию в словах произвольно вычленяется «корень ра», якобы означающий «солнце», «свет», в результате чего слова обретают нужную автору позитивную или негативную трактовку. Эта идея, наряду с другими подобными произвольными делениями и трактовками слов современного языка, была использована в произведениях неоязыческого писателя Сергея Алексеева и популяризирована сатириком и сторонником неоязыческих идей Михаилом Задорновым.
В православной среде популярна идея, что приставка бес- в русских словах означает беса, злого духа, и употребление этой приставки восхваляет беса («бесполезный» — «бес полезный», «бессильный» — «бес сильный», «бесславный» — «бес славный», «бесценный» — «бес ценный», «бессердечный» — «бес сердечный» и др.). Утверждается, что таким способом людей заставили прославлять бесов большевики-безбожники, которые в 1918 году провели реформу русской орфографии. В ряде православных источников приставка используется только в одном варианте без-. В действительности приставка писалась исключительно с з не во всех случаях и относительно недолго. До XVIII века написание приставок на з/с не регулировалось. Приставка бес- и слово «бѣсъ» (злой дух) писались (а ранее и произносились) различно. Грамматики XVIII века (включая «Российскую грамматику» М. В. Ломоносова, 1755) предписывали писать приставки на з/с так же, как в современной орфографии. В дальнейшем написания приставок постепенно стали унифицироваться. В «Русском правописании» (1830) Я. К. Грота появилось новое правило: приставки без- и чрез- предлагалось всегда писать через з. Лингвисты обсуждали проект реформы до революции, в 1912 году он был готов. Сама реформа была осуществлена не большевиками, а ещё Временным правительством. Позднее два декрета советской власти были направлены лишь на окончательное вступление реформы в силу. Приставка бес-, как и другие подобные приставки (из/ис, раз/рас, воз/вос, вз/вс, низ/нис, чрез/черес), в современной орфографии пишется с буквой с перед глухими согласными и с буквой з перед звонкими согласными и гласными в соответствии с произношением — нормами устной речи. Идея восхваления беса через употребления приставки противоречит православию и лежит в русле магического мышления, в котором формируются мифы о словах, способных, подобно заклинаниям, нанести непоправимый вред при неосознанном произнесении.